# Günther Mårder
Richard Günther Lennart Mårder, född 20 maj 1982 i Upplands Väsby, är en svensk ekonom och företagsledare.

## Utbildning
Günther Mårder växte upp i Sollentuna. Han gick i Adolf Fredriks musikklasser och Stockholms musikgymnasium. Därefter utbildade han sig till snickare. Han har senare tagit ekonomexamen på Handelshögskolan i Stockholm och varit utbytesstudent vid Harvard University. Under studietiden var han Handelshögskolans i Stockholm studentkårs ordförande 2005–2006 och talman[källa behövs][förklaring behövs] 2006–2008.

## Karriär
Günther Mårder har han bland annat varit vd för utbildningsföretaget Individuell kunskapsutveckling i Sverige AB. Han engagerade sig i Unga Aktiesparare 1998, blev ledamot i organisationen förbundsstyrelse 2003 och dess förbundsordförande 2005. Han var styrelseledamot i Aktiefrämjandet 2004–2009, ledamot i förbundsstyrelsen för Aktiespararna efter 2004 och dess vd 2008–2012 Han var sparekonom vid Nordnet Bank 2012–2015. Mellan 2015 och 2023 var han vd för Företagarna. Han är även delägare och ledamot i bolagen Kunskapsgruppen i Sverige och Lundqvist Trävaru. Sedan 2022 är han även delägare och styrelseledamot i Spotlight Group (2023 utnämndes han till bolagets ordförande) samt börsbolaget RaySearch Laboratories. I juni 2023 beslutade regeringen att utse Mårder till styrelseledamot i Arbetsförmedlingen.

## Utmärkelser
- Kunskapspriset 2007 av Nationalencyklopedin, för kunskapsspridande insatser[12].
- Listad av Affärsvärlden som en av näringslivets mest inflytelserika under 40 år 2009[13]
- Utsedd till "supertalang" av Veckans Affärer[14] 2011
- Listad som den 11:e viktigaste ekonomipersonen i Sverige av Hallvarsson & Halvarsson[15] 2011
- Utsedd till "årets moderator" i finansbranschen 2012[16]
- Utnämnd till "årets pensionsspecialist" 2014 för Sparpodden[17]
- Utsedd till "Årets Bankprofil" 2014[18]
- Utnämnd till "Årets digitala kommunikatör" 2015[19] och 2016[20] samt juryns hederspris 2018[21]
- Listad som en av "Sveriges 10 bästa digitala ledare" 2016[22]
- Silvermedalj vid paltätartävlingen under PDOL, Piteå 2018[23]